# حمیده آرمیده

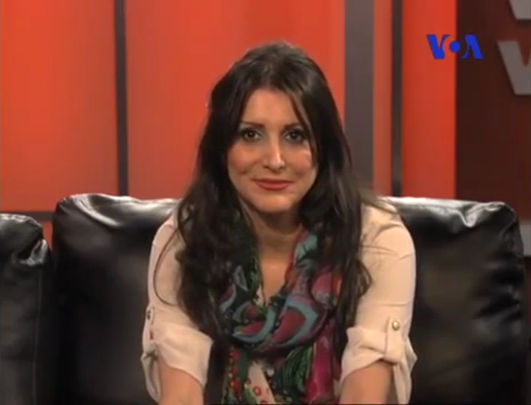
آرامیده در سال ۲۰۱۳

حمیده آرمیده (زاده ۲ خرداد ۱۳۴۶ در تهران)، روزنامه‌نگار ایرانی و یکی از مجریان شبکه خبری فارسی صدای آمریکا و همسر سیامک دهقان پور است. او دارای درجه لیسانس مترجمی زبان انگلیسی است.

## حرفه
او دانشگاه خبرنگاری را نیمه تمام رها کرد و با نشریات گوناگونی به فعالیت پرداخت. پس از چند سال تجربه اندوزی در زمینه نشر کتاب و تبلیغات در ایران سرانجام به همراه همسرش انتشارات آیین مهر را به راه انداخت. در سال ۲۰۰۱ پس از چند سال زندگی در اروپا به آمریکا مهاجرت و در سال ۲۰۰۳ همکاری خود را با رادیو صدای آمریکا آغاز کرد.
با میزبانی برخی از برنامه‌های تلویزیونی صدای آمریکا نظیر میزگردی با شما، تفسیر خبر، شباهنگ، و همکاری در بخش خبر این سازمان به‌طور تمام وقت وارد عرصه کار تلویزیونی شد و در حال حاضر مجری برنامه تلویزیونی خیابان زندگی شبکه فارسی خبری صدای آمریکا است.